# 萨克森-阿尔滕堡
萨克森-阿尔滕堡（德語：Sachsen-Altenburg）是韦廷家族在图林根的一个邦国。1603年由萨克森-魏玛分出，1672年绝嗣，归于萨克森-哥达，形成萨克森-哥达-阿尔滕堡。1825年，萨克森-哥达-阿尔滕堡绝嗣，阿尔滕堡归于萨克森-希尔德布尔格豪森。1826年，萨克森-希尔德布尔格豪森将本土交给萨克森-迈宁根，改称萨克森-阿尔滕堡公国。1871年加入德意志帝国，1918年德国君主制覆亡，1920年成为魏玛共和国图林根州的一部分。

## 1603年第一次分封
1485年，根据莱比锡分割条约，韦廷王朝的领地被一分为二。萨克森选侯弗里德里希二世的次子恩斯特继承了迈森北部、图林根南部、维滕贝格和选侯的职位。在宗教战争期间，该支逐渐倾向支持新教。最终，在1547年，萨克森选侯的头衔，被当时的神圣罗马帝国皇帝卡尔五世剥夺。
被废黜选侯之位的约翰·弗里德里希一世得到了魏玛作为领地。于是他以魏玛为大本营，发展了他家族的力量。约翰·弗里德里希一世于1554年去世，他的两个儿子瓜分了他的土地。次子约翰·威廉成为萨克森-魏玛公爵，得到了魏玛、哥达、阿尔滕堡等领土。
约翰·威廉的领土被他的两个儿子再次瓜分：长子弗里德里希·威廉一世得到阿尔滕堡；次子约翰得到魏玛和耶拿。弗里德里希·威廉一世去世后的第二年，1603年，他的四个儿子成为阿尔滕堡的共同统治者，将阿尔滕堡从萨克森-魏玛分出成为独立的公国。
1672年，萨克森-阿尔滕堡绝嗣。萨克森-哥达公爵恩斯特一世作为萨克森-阿尔滕堡末代公爵的堂姐夫得到了该公国。1680年，恩斯特一世的长子将他的领土整合为萨克森-哥达-阿尔滕堡公国。

## 1826年第二次分封

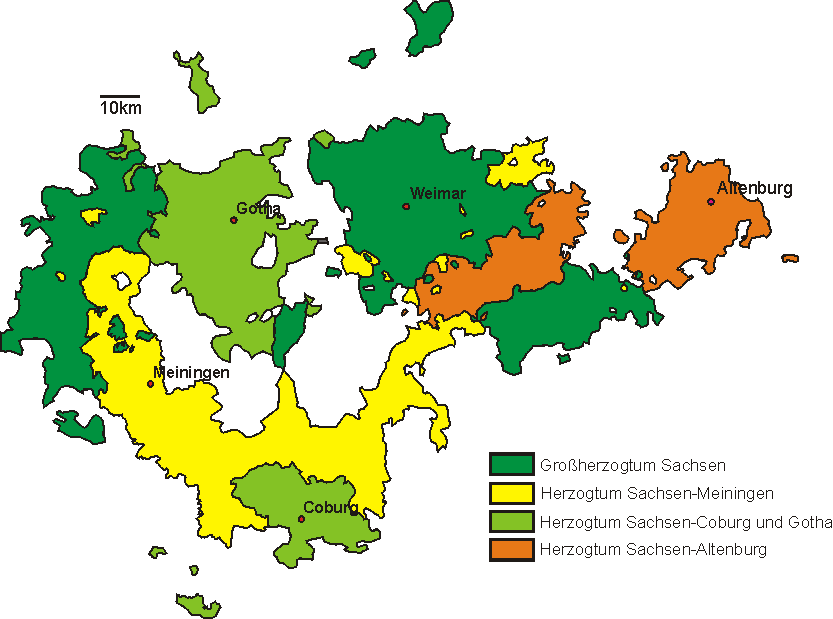
1825年的分割：萨克森-科堡-萨尔费尔德萨克森-希尔德布尔格豪森

1825年，萨克森-哥达-阿尔滕堡绝嗣，为萨克森-科堡-萨尔费尔德和萨克森-希尔德布尔格豪森瓜分。萨克森-希尔德布尔格豪森得到阿尔滕堡。1826年，恩斯廷系诸邦国领地重新划分。萨克森-希尔德布尔格豪森将本土交给萨克森-迈宁根，只保留阿尔滕堡，改称萨克森-阿尔滕堡。萨克森-希尔德布尔格豪森公爵弗里德里希成为第一任萨克森-阿尔滕堡公爵。
萨克森-阿尔滕堡1831年实行宪法，1833年加入德意志关税同盟。1867年加入北德意志邦联。1871年加入德意志帝国。
1918年德国革命推翻了君主制，萨克森-阿尔滕堡公国成为萨克森-阿尔滕堡自由州，并于1920年并入图林根自由州。

## 行政区划
1826年起的萨克森-阿尔滕堡公国分为一市三县：
- 阿尔滕堡市：面积12.07km²，1910年人口37100；
- 阿尔滕堡县：面积360.42km²，1910年人口52887；
- 罗达县：面积284.74km²，1910年人口48564；
- 龙讷堡县：面积666.29km² ，1910年人口56353。

## 历代公爵列表

### 萨克森-阿尔滕堡公爵（第一次分封）
- 1603年—1618年：约翰·菲利普、弗里德里希、约翰·威廉、弗里德里希·威廉二世共治，萨克森选侯克里斯蒂安二世和|约翰·格奥尔格二世摄政
- 1618年—1639年：約翰·菲利普
- 1639年—1669年：弗里德里希·威廉二世
- 1669年—1672年：腓特烈·威廉三世

### 萨克森-哥达公爵兼萨克森-阿尔滕堡公爵
- 1672年—1675年：恩斯特一世
- 1675年—1680年：弗里德里希一世

### 萨克森-哥达-阿尔滕堡公爵
见条目萨克森-哥达-阿尔滕堡。

### 萨克森-希尔德布尔格豪森公爵兼萨克森-阿尔滕堡公爵

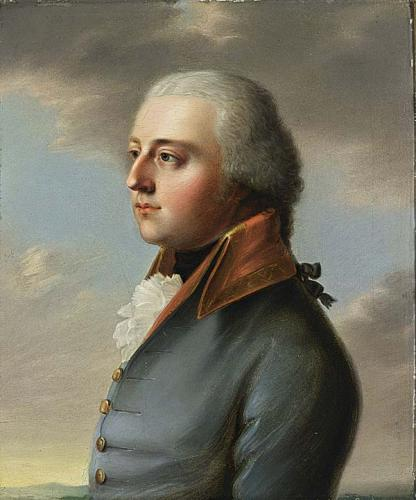
第一任萨克森-阿尔滕堡公爵弗里德里希

- 1825年—1826年：弗里德里希

### 萨克森-阿尔滕堡公爵（第二次分封）
1. 1826年—1834年：弗里德里希
2. 1834年—1848年：約瑟夫
3. 1848年—1853年：格奧爾格
4. 1853年—1908年：恩斯特一世
5. 1908年—1918年：恩斯特二世

### 萨克森-阿尔滕堡公爵家族首领
- 1918年—1955年：恩斯特二世
- 1955年—1991年：格奥尔格·莫里茨

1991年，随着格奥尔格·莫里茨的去世，萨克森-阿尔滕堡绝嗣。

## 历代首相列表
- 1826年—1830年9月：弗里德里希·卡尔·阿道夫·冯·特吕茨施勒（Friedrich Carl Adolf von Trützschler）
- 1830年9月—1848年5月25日：约翰·亨利·恩斯特·冯·布劳恩贵人（Johann Heinrich Ernst Edler von Braun）
- 1848年5月25日—11月9日：古斯塔夫·阿道夫·冯·德·普拉尼茨贵人（Gustav Adolf Edler von der Planitz）
- 1848年11月9日—12月1日：卡尔·路易·冯·伯伊斯特伯爵（Karl Louis Graf von Beust）（第一任期）
- 1848年12月1日—1849年8月22日：汉斯·考农·冯·德·加贝伦茨（Hans Conon von der Gabelentz）
- 1849年8月22日—1853年2月2日：卡尔·路易·冯·伯伊斯特伯爵（第二任期）
- 1853年2月2日—1867年6月：卡尔·奥古斯特·阿尔弗雷德·冯·拉利什（Karl August Alfred von Larisch）
- 1867年6月—1879年：弗里德里希·利奥波德·沃尔夫·路德维希·温德林·冯·格尔施滕贝格·冯·载赫贵人（Friedrich Leopold Wolf Ludwig Wendelin von Gerstenbergk, Edler von Zech）
- 1880年—1891年8月22日：胡戈·亨利·阿尔弗雷德·冯·莱比锡格（Hugo Heinrich Alfred von Leipziger）
- 1891年8月22日—1904年8月：格奥尔格·亨利·冯·海尔多夫（Georg Heinrich von Helldorf）
- 1904年—1912年12月1日：弗里德里希·阿图尔·冯·博里埃斯（Friedrich Arthur von Borries）
- 1912年12月1日—1915年7月：罗贝特·冯·谢勒-施泰因瓦尔茨（Robert von Scheller-Steinwartz）
- 1915年7月—1918年11月9日：瓦尔德马·菲利普·保罗·亚历山大·冯·乌索夫（Waldemar Philip Paul Alexander von Wussow）